# Kuttsukiboshi
Kuttsukiboshi (くっつきぼし, Kuttsukiboshi, littéralement Étoiles Entrelacées) est une original video animation écrite, réalisée et entièrement animée par l'animateur indépendant Naoya Ishikawa. La production est assurée par Primastea et la musique est composée par Shunsuke Morita et produite par Dax Production. Le premier OVA a été publié le 16 août 2010 et vendu par Primastea lors du Comiket78. Le second épisode était quant à lui prévu pour l'été 2011, mais sa diffusion a été repoussée au 11 mai 2012. Le générique de fin de la première partie est Accélération Spatiale du Premier Amour (初恋加速空間, Hatsukoi Kasoku Kūkan) d'Asami Imai, et le générique de fin de la seconde partie est Mes 71% (私の71%, Watashi no Nanajūichi Pāsento) d'Ikumi.

## Résumé
Épisode 1
Kiiko Kawakami est une lycéenne qui a secrètement des pouvoirs télékinétiques. La seule personne au courant est son amie Āya Saitō, pour qui elle a le béguin. Le jour suivant, alors qu'Āya l'aide à s’entraîner à utiliser ses pouvoirs, Kiiko se penche pour embrasser une Āya endormie, mais est surprise lorsque celle-ci prend l'initiative de l'embrasser d'elle-même. Les deux filles décident de se fixer un rendez-vous risqué au sein de l'école déserte. Elles se font alors des souvenirs d'été, en ayant des rapports sexuels à différents endroits où personne ne sait à propos de leur amour réciproque. Toutefois, un jour, alors que Kiiko oublie son téléphone chez Āya après avoir passé leur nuit ensembles, elle revient sur ses pas pour découvrir son amie et amante faire l'amour avec son grand frère Kōta, un célèbre artiste.
Épisode 2
Āya kidnappe Kiiko et la séquestre dans le local du gymnase de l'école, où elle la viole après avoir appris ce qu'elle avait fait. Après avoir été libérée, Kiiko n'est toujours pas désireuse de pardonner Āya. Quelque temps plus tard, après qu'Āya apprenne la mort de son frère, elle amène Kiiko chez elle et lui demande de faire l'amour avec elle une dernière fois, avant de quitter le Japon. Cette nuit là, Kiiko perçoit un souvenir d'Āya dans lequel elle apprend que son frère était atteint d'une maladie mortelle, et qu'il l'a manipulée pour avoir des rapports sexuels avant l'opération chirurgicale durant laquelle il est décédé. Alors que Kiiko fait la lumière sur les événements passés, elle découvre qu'Āya est partie. Cependant, maintenant qu'elle sait qu'elle peut se téléporter et regarder dans le passé et l'avenir, elle utilise ses pouvoirs pour retourner tout droit auprès d'Āya. Sur place, elle exprime son désir d'avoir Āya à ses côtés pour l'éternité. Après s'être réconciliées, les deux filles se téléportent hors de l'avion, et se retrouvent sur une planète distante, où elles déclarent vouloir passer leur vie ensembles.

## Personnages
Kiiko Kawakami (川上紀衣子, Kawakami Kiiko)
Voix japonaise : Asami Imai
Une fille brune, amie et camarade de classe d'Āya. Après un accident, elle découvre qu'elle possède des pouvoirs surnaturels, comme la télékinésie. Elle est amoureuse d'Āya, mais elle n'a pas le courage de lui avouer dès le départ.
Āya Saitō (斉藤 亜綾, Saitō Āya)
Voix japonaise : Miku Isshiki
Une fille blonde, amie et camarade de classe de Kiiko. Elle aime faire des expériences sur les pouvoirs de Kiiko, dont elle tombe amoureuse. Elle a l'habitude de prendre les devants et a une personnalité extravertie. Elle vit avec son grand frère Kōta.
Kōta Saitō (斉藤 康太, Saitō Kōta)
Voix japonaise : Naoki Koshida
Le grand frère d'Āya, musicien célèbre, il a toujours vu Āya comme davantage qu'une sœur. Atteint d'une maladie létale, il manipule Āya afin d'avoir des relations sexuelles avec elle, avant de subir une opération chirurgicale durant laquelle il décède.